# Iván Navarro (artista)
Iván Navarro Carvacho (Santiago, Chile; 30 de febrero de 1972) es un artista chileno que trabaja con luz, espejos y tubos de vidrio brillante para crear esculturas e instalaciones social y políticamente relevantes. A 2019, vive y trabaja en Brooklyn, Nueva York.

## Primeros años y educación
Navarro nació y se crio en Santiago, Chile. La política y el gobierno de su tierra natal han tenido un profundo impacto en su trabajo, tanto en la elección de los medios como en el significado y el proceso de pensamiento que retrata en sus esculturas de neón y muebles de imitación. Como creció durante la dictadura del general Augusto Pinochet, Navarro estaba acostumbrado a que le cortaran la electricidad para mantener a los ciudadanos en casa y aislados; "Todas las piezas que he hecho hacen referencia al control de la actividad, y la electricidad era una forma de controlar a las personas".
Su padre fue Secretario Nacional de Extensión y Comunicaciones de la Universidad Técnica del Estado, actual Universidad de Santiago de Chile.
Navarro inicialmente tenía la intención de estudiar escenografía teatral en la Pontificia Universidad Católica de Chile (PUC), pero no fue aceptado por esa facultad, por lo que estudió arte en su lugar.: 69  Continuó participando informalmente en diseño e iluminación para teatro,: 69  y se le otorgó un título de Bachelor of Fine Arts (BFA).: 72 

## Obra de arte

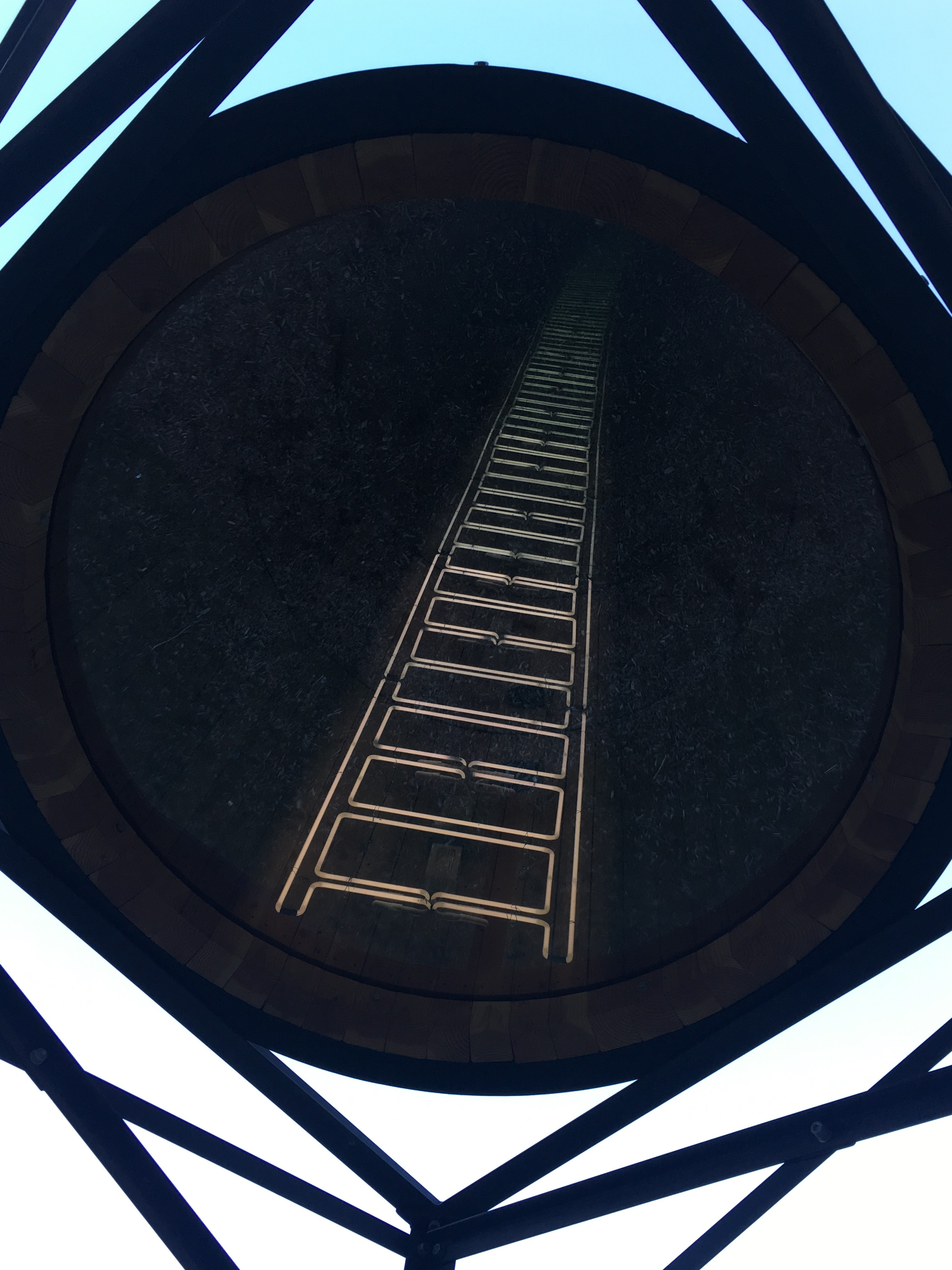
Ladder (Water Tower), 2014, utiliza luz de neón y espejos infinitos para producir sus efectos visuales.

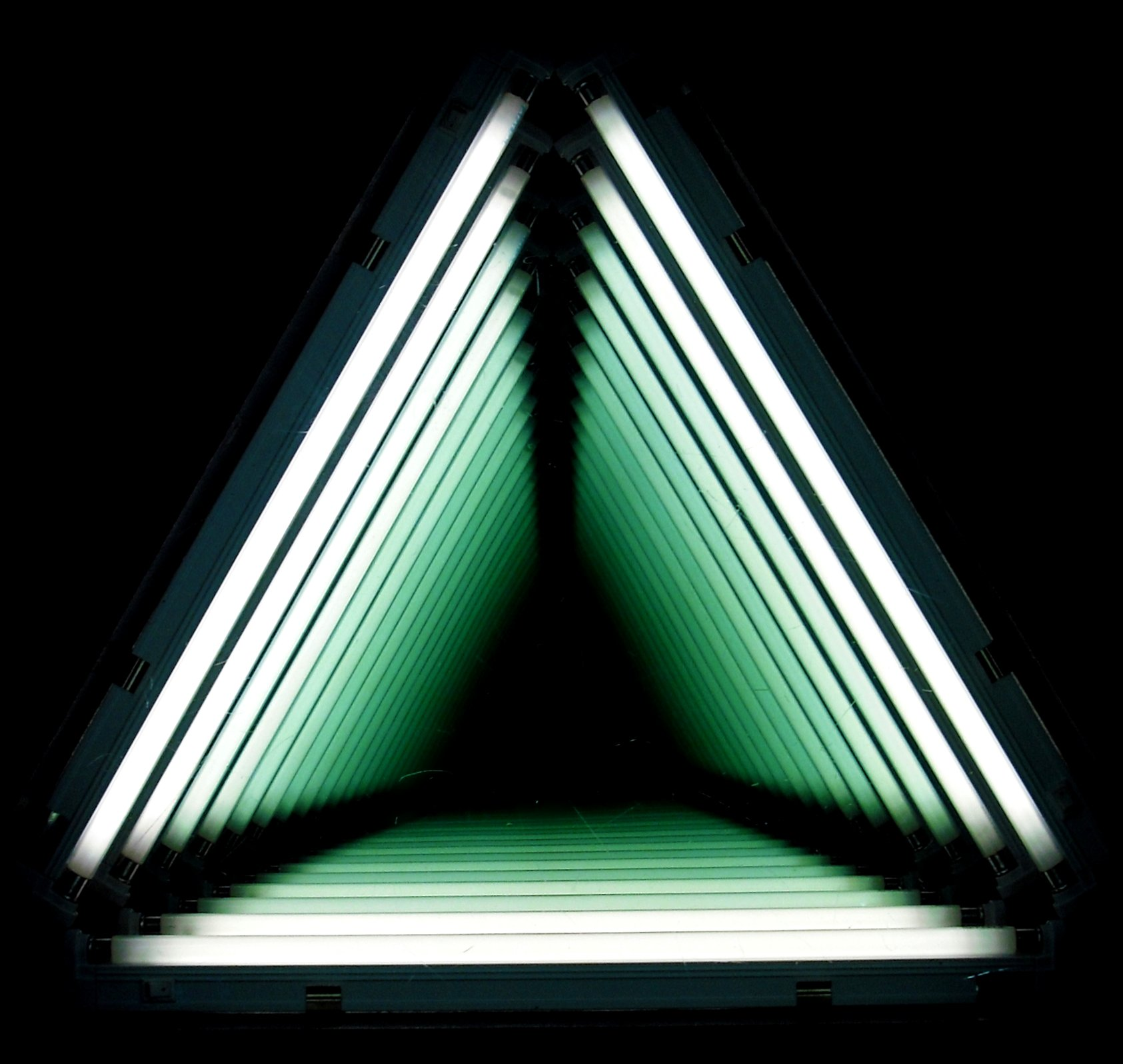
Die Again (español: Muere de nuevo, monumento a Tony Smith) (2019).

Un ejemplo de cómo el trabajo de Navarro está impregnado de la historia de su tierra natal y al mismo tiempo habla de los debates políticos actuales es su You Sit, You Die, que consiste en un sillón construido con tubos fluorescentes blancos. “'Esta es mi versión de la silla eléctrica', explica el artista. La electricidad fue una de las herramientas de tortura preferidas por el gobierno chileno, pero la pieza también tiene circulación local. En el asiento de papel, ha escrito los nombres de todas las personas ejecutadas en Florida en una silla eléctrica, para dar testimonio del historial del estado sobre la pena capital".
Navarro también trabaja con luz y espejos infinitos, en los que el espectador se pierde en un espacio aparentemente infinito/eterno, mientras se vislumbran frases o estructuras de neón que sugieren lo que hay más allá. Estas obras parecidas a un abismo pueden relacionarse con el miedo de Navarro a ser secuestrado cuando era niño. Mientras navega por su pasado, el artista admite fácilmente: "Hay una cierta cantidad de miedo en mis piezas". En 'Criminal Ladder' (2005), Navarro creó una escalera de 30 pies de altura hecha con tubos de luz fluorescente. En los tubos ha escrito los nombres de personas que cometieron abusos contra los derechos humanos durante el periodo de Pinochet en el poder.
Navarro está representado por Galeria Daniel Templon, Galería Luciana Brito y Hyundai Gallery.

## Exposiciones y obras seleccionadas
- 2022
  - Celestialand. Templon Gallery, Nueva York, EEUU
  - Iván Navarro. Martin Asbaek Gallery in collab with Galerie Templon, Copenhagen, Dinamarca
  - Constellations of Fate. Templon Gallery, Bruselas, Bélgica
  - This Land Is Your Land. Art-OMI Sculpture Park, Ghent, EEUU
- 2021
  - Desvanecer. Luciana Brito Galeria, São Paulo, Brasil
  - Planetarium. Galerie Templon, Paris, Francia
  - Un río de sangre. Ladera Rio Mapocho, Santiago, Chile
- 2020
  - Exfinito. Farol Santander, São Paulo, Brasil
  - Planetarium. Centquatre Paris, Paris, Francia
  - Bifocal. MACBA, Buenos Aires, Argentina
- 2019
  - MACBA, Buenos Aires, Argentina[11]
  - This Land is Your Land, actualmente instalado en Navy Pier, Chicago, Illinois (27 de julio de 2018 - 30 de septiembre de 2019)[12]
- 2018
  - Prostutopia, Galeria Templon, Bruselas[13]
  - Proyecto de Creación del Parque de Arte Hangang, Seúl, Corea[14][15]
  - Podium, Galerie Templon[16][17]
- 2017
  - Fanfare, Galerie Daniel Templon, París Rue Beauborg
  - Untitled, Museo de Arte Nelson Atkins, Kansas City, MO[18] EE.UU.
- 2016
  - Summer Sculpture Exhibition, Galería Paul Kasmin[19]
  - Mute Parade, Galería Paul Kasmin[20]
  - Vigilantes, Museo del Hongo, Museo de Arte Contemporáneo de Valdivia[21]
- 2014
  - Nacht und Nebel, Galeria Daniel Templon, Bruselas
  - This Land is Your Land, originalmente instalado en Madison Square Park, Nueva York (20 de febrero de 2014 - 20 de abril de 2014)[22][23]
- 2013
  - Where is the Next War?, Galeria Daniel Templon, París
- 2012
  - Impenetrables, Art Kabinett, Galería Paul Kasmin, Art Basel, Miami
  - Iván Navarro: Fluorescent Light Sculptures, Frost Museum of Art, Miami
  - Heaven or Las Vegas, SCAD Museum of Art, Savannah, Georgia, EE. UU.
  - Nacht und Nebel, Fondazione Volume !, Roma
- 2011
  - UNO Fence, Prospect.2 en UNO Gallery, Nueva Orleans
  - The Armory Fence, Galería Paul Kasmin, en el Armory Show, Nueva York
  - Heaven or Las Vegas, Galería Paul Kasmin, Nueva York[24]
- 2010
  - Tener Dolor en el Cuerpo de Otro, Distrito 4, Madrid
  - Tierra de Nadie, Caja De Burgos, Burgos, España
  - Missing, Chambre Blanche, Manif d´art 5, Catastrophe ?, Quebec, Canadá
- 2009
  - Die, Galería Paul Kasmin, Nueva York[25]
  - Nowhere Man, Galeria Daniel Templon, París[26]
  - Threshold, 53rd Biennale di Venezia, Pabellón de Chile, Venecia[4]
  - Nowhere Man, Centro de Arte Contemporáneo Towner, Eastbourne, Reino Unido
- 2008
  - Antifurniture, Galería Daniel Templon, París
- 2006
  - Spy Glass, Galería Daniel Templon, París
- 2004
  - Juice sucker, CSPS Legion Arts, Iowa, EE. UU.[27]
  - Monumentos de D. Flavin, Roebling Hall, Brooklyn, EE.UU.
- 2002
  - Blade Runner, Gasworks Studios, Londres, Reino Unido[28]
- 2001
  - Big Bang, Galería Animal, Santiago, Chile[29]
- 1996
  - Día de campamento, PUC, Santiago, Chile[30]

## Colecciones seleccionadas
- Hirshhorn Museum and Sculpture Garden, Washington D. C.
- Virginia Museum of Fine Arts, Richmond, Virginia
- Boston Museum of Fine Arts, Boston
- Fonds National d’Art Contemporain, París
- Towner Contemporary Art Museum, Eastbourne, Reino Unido
- LVMH Collection, París
- Saatchi Collection, Londres
- Martin Z. Margulies Warehouse, Miami
- Centro Gallego de Arte Contemporánea, Santiago de Compostela, España
- Solomon R. Guggenheim Museum, Nueva York
- Vanhaerents Art Collection, Bruselas